# 아프리카의 항공사 목록
이 문서는 아프리카의 항공사에 대한 목록이다.

## 목록

### 남아프리카

#### 나미비아
- 에어 나미비아

#### 남아프리카 공화국
- 남아프리카 항공

#### 마다가스카르
- 에어 마다가스카르

#### 모리셔스
- 에어 모리셔스

#### 모잠비크
- LAM 모잠비크 항공

#### 앙골라
- TAAG 앙골라 항공

#### 짐바브웨
- 에어 짐바브웨

### 동아프리카

#### 에리트레아
에리트레아 항공

#### 에티오피아
- 에티오피아 항공

#### 코모로
- 코모로 에어 서비스

#### 케냐
- 케냐 항공

### 북아프리카

#### 모로코
- 로얄 에어 모로코

#### 리비아
- 리비아 항공

#### 수단
- 수단 항공

#### 알제리
- 에어 알제리

#### 이집트
- 이집트 항공

#### 튀니지
- 튀니스에어

### 서아프리카

#### 나이지리아
- 에어 나이지리아
- 아리크 에어

### 중앙아프리카

#### 르완다
- 르완다 에어
- 실버백 카고 항공

## 같이 보기
- 아프리카의 공항 목록
- 항공사
- 항공사 목록
- 아프리카의 운항중단된 항공사 목록